# Jive Records
Jive Records – amerykańska wytwórnia płytowa specjalizująca się w produkcji i wydawaniu muzyki pop i hip-hop. Przestała istnieć w 2011 roku, a jej funkcje przejęło RCA Records. Należała do Sony Music Entertainment. Pierwotnie została założona w Anglii w 1975 roku, a oddział amerykański został założony w 1981 w Nowym Jorku przez Clive’a Caldera.